# Buried Alive (album)
Buried Alive – album koncertowy szwedzkiej grupy progresywnej Änglagård, wydany w 1996 roku nakładem Musea Records. Materiał zamieszczony na płycie zarejestrowano 5 listopada 1994 roku w Variety Arts Center w Los Angeles podczas imprezy Progfest ‘94.

## Lista utworów
Opracowano na podstawie materiału źródłowego.
Muzykę skomponował, zaaranżował i wykonał Änglagård.
| Nr | Tytuł utworu                 | Długość |
| -- | ---------------------------- | ------- |
| 1. | „Prolog”                     | 2:20    |
| 2. | „Jordrök”                    | 11:46   |
| 3. | „Höstsejd”                   | 14:03   |
| 4. | „Ifrån klarhet till klarhet” | 9:03    |
| 5. | „Vandringar i vilsenhet”     | 13:07   |
| 6. | „Sista somrar”               | 9:21    |
| 7. | „Kung Bore”                  | 12:34   |
|    |                              | 1:12:14 |

## Twórcy
Opracowano na podstawie materiału źródłowego.
Muzycy:
- Tord Lindman – gitara akustyczna, gitara elektryczna, melotron, śpiew, instrumenty perkusyjne
- Thomas Johnson – organy Hammonda B-3, melotron, fortepian, keyboardy
- Johan Högberg – gitara basowa
- Anna Holmgren – flet, melotron
- Jonas Engdegård – gitara akustyczna, gitara elektryczna
- Mattias Olsson – instrumenty perkusyjne

Produkcja:
- Änglagård – produkcja muzyczna, miksowanie, oprawa graficzna
- Roger Skogh – produkcja muzyczna, miksowanie
- Göran Stenberg – oprawa graficzna